# Déclinaisons en grec ancien
Le grec ancien est une langue flexionnelle dans laquelle le « système nominal » (principalement les noms, les pronoms et les déterminants) est doté d'une morphologie riche.
On compte cinq cas en grec ancien, associés principalement aux fonctions suivantes : 
- le nominatif : sujet, attribut du sujet ;
- le vocatif : cas de l'apostrophe ;
- l’accusatif : complément d'objet direct, attribut du complément d'objet direct, compléments circonstanciels impliquant une extension dans l'espace ou le temps ;
- le génitif : complément du nom ; complément circonstanciel de lieu d'où l'on vient ; complément du comparatif
- Le datif : complément d'objet indirect, compléments circonstanciels impliquant un point exact dans l'espace ou le temps ; complément d'attribution

On note l'absence d'ablatif (quand on se réfère au latin), dont les fonctions ont été principalement absorbées par le datif et le génitif. Le datif résulte du syncrétisme de l'ablatif, de l'instrumental, et du locatif.

## Articles
| Nombre    | Singulier | Singulier | Singulier | Duel                    | Pluriel  | Pluriel | Pluriel |
| Genre     | Masculin  | Féminin   | Neutre    | Masculin Féminin Neutre | Masculin | Féminin | Neutre  |
| --------- | --------- | --------- | --------- | ----------------------- | -------- | ------- | ------- |
| Nominatif | ὁ         | ἡ         | τό        | τώ                      | οἱ       | αἱ      | τά      |
| Accusatif | τόν       | τήν       | τό        | τώ                      | τούς     | τάς     | τά      |
| Génitif   | τοῦ       | τῆς       | τoῦ       | τοῖν                    | τῶν      | τῶν     | τῶν     |
| Datif     | τῷ        | τῇ        | τῷ        | τοῖν                    | τoῖς     | ταῖς    | τoῖς    |

## Noms

### Première déclinaison
La première déclinaison comprend des noms féminins dont le thème se termine en -ᾱ- (devenue -η-, sauf derrière ι, ε ou ρ) ou en -ᾰ-. Dans ce dernier cas, comme la voyelle est longue aux G. et D. sg., il devient -η- (sauf derrière ι, ε ou ρ). Ce passage du ᾱ à η est caractéristique du groupe ionien-attique, mais seul l'attique rétablit le ᾱ après ι, ε ou ρ.
|           | ἡ οἰκίᾱ   | ἡ οἰκίᾱ   | ἡ οἰκίᾱ   | ἡ ἀλήθειᾰ | ἡ ἀλήθειᾰ | ἡ ἀλήθειᾰ  | ἡ κώμη     | ἡ κώμη     | ἡ κώμη    | ἡ γλῶσσᾰ  | ἡ γλῶσσᾰ  | ἡ γλῶσσᾰ |
| la maison | la maison | la maison | la vérité | la vérité | la vérité | le village | le village | le village | la langue | la langue | la langue |          |
| Singulier | Duel      | Pluriel   | Singulier | Duel      | Pluriel   | Singulier  | Duel       | Pluriel    | Singulier | Duel      | Pluriel   |          |
| --------- | --------- | --------- | --------- | --------- | --------- | ---------- | ---------- | ---------- | --------- | --------- | --------- | -------- |
| Nominatif | οἰκίᾱ     | οἰκίᾱ     | οἰκίαι    | ἀλήθειᾰ   | ἀληθείᾱ   | ἀλήθειαι   | κώμη       | κώμᾱ       | κῶμαι     | γλῶσσᾰ    | γλώσσᾱ    | γλῶσσαι  |
| Vocatif   | οἰκίᾱ     | οἰκίᾱ     | οἰκίαι    | ἀλήθειᾰ   | ἀληθείᾱ   | ἀλήθειαι   | κώμη       | κώμᾱ       | κῶμαι     | γλῶσσᾰ    | γλώσσᾱ    | γλῶσσαι  |
| Accusatif | οἰκίᾱν    | οἰκίᾱ     | οἰκίᾱς    | ἀλήθειᾰν  | ἀληθείᾱ   | ἀληθείᾱς   | κώμην      | κώμᾱ       | κώμᾱς     | γλῶσσᾰν   | γλώσσᾱ    | γλώσσᾱς  |
| Génitif   | οἰκίᾱς    | οἰκίαιν   | οἰκιῶν    | ἀληθείᾱς  | ἀληθείαιν | ἀληθειῶν   | κώμης      | κώμαιν     | κωμῶν     | γλώσσης   | γλώσσαιν  | γλωσσῶν  |
| Datif     | οἰκίᾳ     | οἰκίαιν   | οἰκίαις   | ἀληθείᾳ   | ἀληθείαιν | ἀληθείαις  | κώμῃ       | κώμαιν     | κώμαις    | γλώσσῃ    | γλώσσαιν  | γλώσσαις |

- On appelle α pur le α qui se conserve à tous les cas et tous les nombres (comme οἰκίᾱ et ἀλήθειᾰ). Il est généralement long. Les cas à α pur bref se reconnaissent grâce à l'accent : la finale étant brève, il remonte le plus haut possible.
- On appelle α mixte les cas où l'α n'est conservé qu'aux N., V. et Acc. sg. (comme γλῶσσᾰ). Cet α est toujours bref.
- Les noms en η (comme κώμη) ne le conservent qu'au singulier.
- La quantité de l'α de l'Acc. sg. est toujours identique à celle du N. et V. sg.
- La quantité de l'α de l'Acc. pl. est toujours longue. La désinence était au départ -νς. Mais au contact du -ς, le -ν- s'est amuï, provoquant l'allongement compensatoire du α.
- L'accent conserve sa place dans la mesure de la loi de limitation. Au G. pl., tous les noms de la première déclinaison sont périspomènes : la terminaison -ῶν est issue de la contraction de -άων.
- Quand la dernière syllabe porte l'accent, le mot devient périspomène aux G. et D. des trois nombres.
- Il existe aussi des noms contractes, qui se reconnaissent à l'accent circonflexe sur la finale :  Ἀθηνᾶ (Athéna), γῆ (la terre), etc. Ils se déclinent comme les non-contractes.

La première déclinaison comprend aussi des noms masculins (répartis, de la même manière, en -ᾱ- et en -η-).
|                | ὁ νεανίᾱς      | ὁ νεανίᾱς      | ὁ νεανίᾱς | ὁ στρατιώτης | ὁ στρατιώτης | ὁ στρατιώτης |
| le jeune homme | le jeune homme | le jeune homme | le soldat | le soldat    | le soldat    |              |
| Singulier      | Duel           | Pluriel        | Singulier | Duel         | Pluriel      |              |
| -------------- | -------------- | -------------- | --------- | ------------ | ------------ | ------------ |
| Nominatif      | νεανίᾱς        | νεανίᾱ         | νεανίαι   | στρατιώτης   | στρατιώτᾱ    | στρατιῶται   |
| Vocatif        | νεανίᾱ         | νεανίᾱ         | νεανίαι   | στρατιῶτᾰ    | στρατιώτᾱ    | στρατιῶται   |
| Accusatif      | νεανίᾱν        | νεανίᾱ         | νεανίᾱς   | στρατιώτην   | στρατιώτᾱ    | στρατιώτᾱς   |
| Génitif        | νεανίου        | νεανίαιν       | νεανιῶν   | στρατιώτου   | στρατιώταιν  | στρατιωτῶν   |
| Datif          | νεανίᾳ         | νεανίαιν       | νεανίαις  | στρατιώτῃ    | στρατιώταιν  | στρατιώταις  |

- Ils se déclinent comme des noms féminins mais par analogie avec les noms masculins de la deuxième déclinaison, ils ont le N. sg. en -ς et le G. sg. en -ου.
- Le vocatif sg. est en -α (long dans le cas du groupe ᾱ et bref dans le cas du groupe η).
- Il existe aussi des noms de cette catégorie qui ont une forme contracte : Ἑρμῆς (Hermès), etc.

### Deuxième déclinaison
La deuxième déclinaison comprend des noms masculins, féminins et neutres à thème en -ο-.
|           | ὁ ἄνθρωπος | ὁ ἄνθρωπος | ὁ ἄνθρωπος | τὸ δῶρον | τὸ δῶρον | τὸ δῶρον |
| l'homme   | l'homme    | l'homme    | le don     | le don   | le don   |          |
| Singulier | Duel       | Pluriel    | Singulier  | Duel     | Pluriel  |          |
| --------- | ---------- | ---------- | ---------- | -------- | -------- | -------- |
| Nominatif | ἄνθρωπος   | ἀνθρώπω    | ἄνθρωποι   | δῶρον    | δώρω     | δῶρα     |
| Vocatif   | ἄνθρωπε    | ἀνθρώπω    | ἄνθρωποι   | δῶρον    | δώρω     | δῶρα     |
| Accusatif | ἄνθρωπον   | ἀνθρώπω    | ἀνθρώπους  | δῶρον    | δώρω     | δῶρα     |
| Génitif   | ἀνθρώπου   | ἀνθρώποιν  | ἀνθρώπων   | δώρου    | δώροιν   | δώρων    |
| Datif     | ἀνθρώπῳ    | ἀνθρώποιν  | ἀνθρώποις  | δώρῳ     | δώροιν   | δώροις   |

- Les noms masculins et féminins de cette déclinaison se déclinent exactement de la même manière, comme ἄνθρωπος (ex : ἡ ὁδός : le chemin).
- Les noms neutres se déclinent comme δῶρον. Comme pour le latin, le N., le V. et l'Acc. ont la même forme aux trois nombres et ont les N., V. et Acc. pl. en -α.
- Le vocatif en -ε témoigne de l'alternance vocalique : degré plein.
- Tout comme pour la première déclinaison, la désinence de l'Acc. pl. était -νς. Le -ν- s'est amuït au contact du -ς, provoquant l'allongement compensatoire du ο en ου.
- La deuxième déclinaison comporte également des noms contractes en -οο- et en -εο- : ὁ νοῦς (νόος, l'intelligence), τὸ ὀστοῦν (ὀστέον : l'os). Ils suivent les règles de contractions. Cependant, les neutres à pluriel en -εα- ont une contraction en -ᾱ au lieu de -η, par analogie avec le pluriel neutre non-contracte en ᾰ.

Quelques noms de la deuxième déclinaison ont le thème en -ω-, constituant la déclinaison attique.
|           | ὁ νεώς    | ὁ νεώς    | ὁ νεώς |
| le temple | le temple | le temple |        |
| Singulier | Duel      | Pluriel   |        |
| --------- | --------- | --------- | ------ |
| Nominatif | νεώς      | νεώ       | νεῴ    |
| Vocatif   | νεώς      | νεώ       | νεῴ    |
| Accusatif | νεών      | νεώ       | νεώς   |
| Génitif   | νεώ       | νεῴν      | νεών   |
| Datif     | νεῴ       | νεῴν      | νεῴς   |

- L'ω subsiste à tous les cas.
- Le vocatif est semblable au nominatif.
- On peut trouver également des formes non attiques : νᾱός (dorien). En ionien, ᾱ passe à η : νηός. En attique, il y a métathèse de quantité : le η s'abrège et le ο s'allonge : νεώς.

### Troisième déclinaison
Cette déclinaison renferme les noms dont le thème se termine par une consonne, par une des voyelles -ι- ou -υ- (voire une diphtongue) ou par une semi-voyelle (ϝ ou y).
Les désinences sont les suivantes :
| Fonction                   | Cas       |                                                                            | sg. (masc. et f.) | sg. (n.) | duel | pl. (masc. et f.) | pl. (n.) |
| -------------------------- | --------- | -------------------------------------------------------------------------- | ----------------- | -------- | ---- | ----------------- | -------- |
| Sujet                      | Nominatif | -ς ou pas de désinence et allongement de la voyelle de la dernière syllabe | pas de désinence  | -ε       | -ες  | -ᾰ                |          |
| Apostrophe                 | Vocatif   | comme le N. ou pas de désinence                                            | pas de désinence  | -ε       | -ες  | -ᾰ                |          |
| C. d'objet                 | Accusatif | -ν                                                                         | pas de désinence  | -ε       | -ᾰς  | -ᾰ                |          |
| C. de nom                  | Génitif   | -ος                                                                        | -ος               | -οιν     | -ων  | -ων               |          |
| C. d'objet second/indirect | Datif     | -ι                                                                         | -ι                | -οιν     | -σι  | -σι               |          |

#### Thèmes terminés par uneocclusive
- thème masculin-féminin terminé par une labiale (β, π et φ) : γυπ-
- thème masculin-féminin terminé par une dentale (δ, τ et θ) : λαμπαδ-
- thème masculin-féminin terminé par une vélaire (γ, κ et χ) : κορακ-
- thème neutre terminé par une dentale : σωματ-

|            | ὁ γύψ      | ὁ γύψ      | ὁ γύψ       | ἡ λαμπάς    | ἡ λαμπάς    | ἡ λαμπάς   | ὁ κόραξ    | ὁ κόραξ    | ὁ κόραξ   | τὸ σῶμα  | τὸ σῶμα  | τὸ σῶμα |
| le vautour | le vautour | le vautour | le flambeau | le flambeau | le flambeau | le corbeau | le corbeau | le corbeau | le corps  | le corps | le corps |         |
| Singulier  | Duel       | Pluriel    | Singulier   | Duel        | Pluriel     | Singulier  | Duel       | Pluriel    | Singulier | Duel     | Pluriel  |         |
| ---------- | ---------- | ---------- | ----------- | ----------- | ----------- | ---------- | ---------- | ---------- | --------- | -------- | -------- | ------- |
| Nominatif  | γύψ        | γῦπε       | γῦπες       | λαμπάς      | λαμπάδε     | λαμπάδες   | κόραξ      | κόρακε     | κόρακες   | σῶμα     | σώματε   | σώματα  |
| Vocatif    | γύψ        | γῦπε       | γῦπες       | λαμπάς      | λαμπάδε     | λαμπάδες   | κόραξ      | κόρακε     | κόρακες   | σῶμα     | σώματε   | σώματα  |
| Accusatif  | γῦπᾰ       | γῦπε       | γῦπᾰς       | λαμπάδᾰ     | λαμπάδε     | λαμπάδᾰς   | κόρακᾰ     | κόρακε     | κόρακᾰς   | σῶμα     | σώματε   | σώματα  |
| Génitif    | γυπός      | γυποῖν     | γυπῶν       | λαμπάδος    | λαμπάδοιν   | λαμπάδων   | κόρακος    | κοράκοιν   | κοράκων   | σώματος  | σωμάτοιν | σωμάτων |
| Datif      | γυπί       | γυποῖν     | γυψί        | λαμπάδι     | λαμπάδοιν   | λαμπάσι    | κόρακι     | κοράκοιν   | κόραξι    | σώματι   | σωμάτοιν | σώμασι  |

- au N. sg. masc.-f. et au D. pl., la rencontre de la consonne du thème et du sigma de la désinence va provoquer des changements :

|           |     | Modifications                                        |
| --------- | --- | ---------------------------------------------------- |
| β / π / φ | + σ | ψ                                                    |
| δ / τ / θ | + σ | effacement de la dentale, assimilée par la sifflante |
| γ / κ / χ | + σ | ξ                                                    |

- Le V. est identique au N. Mais par exception, παῖς, παιδός (l'enfant) forme son vocatif sans désinence : παῖ.
- La terminaison -ᾰ de l'Acc. sg. provient de la désinence -ν. Au contact de la consonne du thème,  ce ν va se vocaliser et aboutir à un ᾰ. Le même procédé aura lieu à l'Acc. pl., aboutissant à ᾰς.
- Certains thèmes sont terminés par une dentale précédée d'une vélaire : devant σ, la dentale s'efface et le groupe vélaire/sifflante se transcrit ξ. Ex. : ἡ νύξ, νυκτός (la nuit) a pour D. pl. νυξί.
- Aux N., V. et Acc. sg. neutres, pas de désinence. Le grec ancien ne conserve pas les occlusives finales : la dentale s'amuït.
- Le suffixe -μα, ματος est très utilisé pour former de nouveaux mots (souvent à partir de verbes), neutres, à accent récessif (remonte le plus haut possible). Ex. : γράμμα (la lettre), μάθημα (la science, la connaissance), ποίημα (tout objet fabriqué, le poème), dérivés respectivement de γράφω (écrire), μανθάνω (apprendre), ποιέω (faire, fabriquer). Ce suffixe marque l'objet ou le résultat d'une action.

Quand le thème est terminé par une simple dentale, elle s'efface devant σ sans provoquer d'allongement compensatoire. Mais certains thèmes sont terminés par une dentale précédée d'un ν. Or, le groupe ντ s'efface également devant un σ mais en provoquant l'allongement compensatoire de la voyelle de la syllabe précédente (α et υ deviennent ᾱ et ῡ, ε s'allonge en ει et ο en ου).
Ils se divisent en deux groupes :
- ceux qui prennent un -ς au N. sg. : γιγαντ-
- ceux en -οντ- qui ne prennent pas de -ς et dont le ο s'allonge en ω : γεροντ-

|           | ὁ γίγᾱς  | ὁ γίγᾱς   | ὁ γίγᾱς      | ὁ γέρων      | ὁ γέρων      | ὁ γέρων  |
| le géant  | le géant | le géant  | le vieillard | le vieillard | le vieillard |          |
| Singulier | Duel     | Pluriel   | Singulier    | Duel         | Pluriel      |          |
| --------- | -------- | --------- | ------------ | ------------ | ------------ | -------- |
| Nominatif | γίγᾱς    | γίγαντε   | γίγαντες     | γέρων        | γέροντε      | γέροντες |
| Vocatif   | γίγαν    | γίγαντε   | γίγαντες     | γέρον        | γέροντε      | γέροντες |
| Accusatif | γίγαντᾰ  | γίγαντε   | γίγαντᾰς     | γέροντᾰ      | γέροντε      | γέροντᾰς |
| Génitif   | γίγαντος | γιγάντοιν | γιγάντων     | γέροντος     | γερόντοιν    | γερόντων |
| Datif     | γίγαντι  | γιγάντοιν | γίγᾱσι       | γέροντι      | γερόντοιν    | γέρουσι  |

- Le V. sg. présente le thème pur (avec chute du τ final).

#### Thèmes terminés par uneliquide
- thèmes en -ν- ou en -ρ- : δαιμον- et ῥητορ-

|           | ὁ δαίμων | ὁ δαίμων  | ὁ δαίμων  | ὁ ῥήτωρ   | ὁ ῥήτωρ   | ὁ ῥήτωρ |
| le démon  | le démon | le démon  | l'orateur | l'orateur | l'orateur |         |
| Singulier | Duel     | Pluriel   | Singulier | Duel      | Pluriel   |         |
| --------- | -------- | --------- | --------- | --------- | --------- | ------- |
| Nominatif | δαίμων   | δαίμονε   | δαίμονες  | ῥήτωρ     | ῥήτορε    | ῥήτορες |
| Vocatif   | δαῖμον   | δαίμονε   | δαίμονες  | ῥῆτορ     | ῥήτορε    | ῥήτορες |
| Accusatif | δαίμονᾰ  | δαίμονε   | δαίμονᾰς  | ῥήτορᾰ    | ῥήτορε    | ῥήτορᾰς |
| Génitif   | δαίμονος | δαιμόνοιν | δαιμόνων  | ῥήτορος   | ῥητόροιν  | ῥητόρων |
| Datif     | δαίμονι  | δαιμόνοιν | δαίμοσι   | ῥήτορι    | ῥητόροιν  | ῥήτορσι |

- Ils ne prennent pas de -ς au N. sg. et la voyelle de la dernière syllabe s'allonge
- Le V. sg. n'est identique au N. sg. que pour les noms oxytons (ex. : ὁ ἡγεμών, le guide), dans les cas de noms paroxytons, le vocatif présente le thème pur (δαῖμον, ῥῆτορ).
- Au D. pl. des noms en -ν-, le v s'efface devant le σ mais ne provoque pas d'allongement compensatoire.

Par exception, de rares noms en -v- se déclinent comme λαμπάς. À ceux-ci, l'on peut rajouter l'unique nom ayant un thème en -λ- : ἅλς.
|           | ἡ ῥίς  | ἡ ῥίς   | ἡ ῥίς                 | ὁ/ἡ ἅλς               | ὁ/ἡ ἅλς               | ὁ/ἡ ἅλς |
| le nez    | le nez | le nez  | le sel (ὁ)/la mer (ἡ) | le sel (ὁ)/la mer (ἡ) | le sel (ὁ)/la mer (ἡ) |         |
| Singulier | Duel   | Pluriel | Singulier             | Duel                  | Pluriel               |         |
| --------- | ------ | ------- | --------------------- | --------------------- | --------------------- | ------- |
| Nominatif | ῥίς    | ῥῖνε    | ῥῖνες                 | ἅλς                   | ἅλε                   | ἅλες    |
| Vocatif   | ῥίς    | ῥῖνε    | ῥῖνες                 | ἅλς                   | ἅλε                   | ἅλες    |
| Accusatif | ῥῖνᾰ   | ῥῖνε    | ῥῖνᾰς                 | ἅλᾰ                   | ἅλε                   | ἅλᾰς    |
| Génitif   | ῥινός  | ῥινοῖν  | ῥινῶν                 | ἁλός                  | ἁλοῖν                 | ἁλῶν    |
| Datif     | ῥινί   | ῥινοῖν  | ῥισί                  | ἁλί                   | ἁλοῖν                 | ἁλσί    |

- Ils prennent un -ς au N. sg. à la place d'allonger la dernière voyelle.
- Le V. sg. est identique au N. sg.

Il existe aussi des noms qui subissent l'alternance vocalique au cours de leur flexion.
|           | ὁ πατήρ | ὁ πατήρ  | ὁ πατήρ                             | ὁ ἀνήρ                              | ὁ ἀνήρ                              | ὁ ἀνήρ  |
| le père   | le père | le père  | l'homme (par opposition à la femme) | l'homme (par opposition à la femme) | l'homme (par opposition à la femme) |         |
| Singulier | Duel    | Pluriel  | Singulier                           | Duel                                | Pluriel                             |         |
| --------- | ------- | -------- | ----------------------------------- | ----------------------------------- | ----------------------------------- | ------- |
| Nominatif | πατήρ   | πατέρε   | πατέρες                             | ἀνήρ                                | ἄνδρε                               | ἄνδρες  |
| Vocatif   | πάτερ   | πατέρε   | πατέρες                             | ἄνερ                                | ἄνδρε                               | ἄνδρες  |
| Accusatif | πατέρᾰ  | πατέρε   | πατέρᾰς                             | ἄνδρᾰ                               | ἄνδρε                               | ἄνδρᾰς  |
| Génitif   | πατρός  | πατέροιν | πατέρων                             | ἀνδρός                              | ἀνδροῖν                             | ἀνδρῶν  |
| Datif     | πατρί   | πατέροιν | πατράσι                             | ἀνδρί                               | ἀνδροῖν                             | ἀνδράσι |

- Ces noms ont un N. sg. à allongement. Il n'existe que trois autres noms qui se déclinent comme πατήρ : ἡ μήτηρ (la mère), ἡ θυγάτηρ (la fille) et γαστήρ (le ventre). Seul Δημήτηρ (Déméter) se décline comme ἀνήρ.
- Le V. sg. présente le thème pur.
- πατήρ forme son G. sg., son D. sg. et son D. pl. sur le thème zéro πατρ-. Les autres cas se forme sur le degré plein πατερ-.
- Au D. pl., le α désinentiel provient de la vocalisation du ρ.
- ἀνήρ généralise le degré zéro à tous les cas autres que le N. et V. sg et un -δ- épenthétique s'intercale entre le v et le ρ. Au D. pl., il y a également vocalisation du ρ.

#### Thèmes terminés par unesifflante
- thème neutre en -οσ-/-εσ- : γενοσ-/γενεσ-
- thème neutre en -ασ : κρεασ-

|           | τό γένος | τό γένος | τό γένος  | τό κρέας | τό κρέας | τό κρέας |
| la race   | la race  | la race  | la chair  | la chair | la chair |          |
| Singulier | Duel     | Pluriel  | Singulier | Duel     | Pluriel  |          |
| --------- | -------- | -------- | --------- | -------- | -------- | -------- |
| Nominatif | γένος    | γένει    | γένη      | κρέας    | κρέᾱ     | κρέᾱ     |
| Vocatif   | γένος    | γένει    | γένη      | κρέας    | κρέᾱ     | κρέᾱ     |
| Accusatif | γένος    | γένει    | γένη      | κρέας    | κρέᾱ     | κρέᾱ     |
| Génitif   | γένους   | γενοῖν   | γενῶν     | κρέως    | κρεῷν    | κρεῶν    |
| Datif     | γένει    | γενοῖν   | γένεσι    | κρέᾳ     | κρεῷν    | κρέασι   |

- Lorsque le σ du thème se retrouve entre deux voyelles, il s'amuït et ces deux voyelles se contractent : γένους < γένεσος, γένη < γένεσα, κρέᾱ < κρέαα, etc. Au D. pl., les deux σσ se réduisent à un seul.
- Les noms en -οσ- subissent l'alternance vocalique : aux autres cas que les N., V. et Acc. sg., c'est le degré plein -εσ- qui est utilisé.
- Dans les cas où le o du thème est précédé d'un ε ou d'un ι, la contraction εα donne ᾱ au lien de η : τό χρέoς (la dette) donne χρέᾱ au N. pl.
- Le nom τό κέρας (la corne) a un double thème κερασ-/κερατ- pour les autres cas que les N., V. et Acc. sg. : κέρως/κέρατος au G. sg., etc.

À ceux-ci, l'on peut rajouter le nom féminin αἰδώς
- thème : αἰδοσ-

|           | ἡ αἰδώς |
| la pudeur |         |
| --------- | ------- |
| Nominatif | αἰδώς   |
| Vocatif   | αἰδώς   |
| Accusatif | αἰδῶ    |
| Génitif   | αἰδοῦς  |
| Datif     | αἰδοῖ   |

- Ce nom n'est attesté qu'au singulier.
- Contrairement au type γένος, αἰδώς présente un N. à allongement et ne subit pas l'alternance vocalique.
- Lorsque le σ du thème se retrouve entre deux voyelles, il s'amuït et ces deux voyelles se contractent : αἰδῶ < αἰδόσ-ᾰ, αἰδοῦς < αἰδόσ-ος, αἰδοῖ < αἰδόσ-ι.

Des noms propres présentent également un thème en sifflante :
- thème en -εσ- : Σωκρατεσ-
- thème en -εσ- contracte :  Ἡρακλεεσ-

|           | ὁ Σωκράτης | ὁ Ἡρακλῆς |
| Socrate   | Héraclès   |           |
| --------- | ---------- | --------- |
| Nominatif | Σωκράτης   | Ἡρακλῆς   |
| Vocatif   | Σώκρατες   | Ἡράκλεις  |
| Accusatif | Σωκράτη    | Ἡρακλέα   |
| Génitif   | Σωκράτους  | Ἡρακλέους |
| Datif     | Σωκράτει   | Ἡρακλεῖ   |

- Ils présentent un N. à allongement. Le V. présente le thème pur (avec contraction dans le cas des noms contractes).
- Certains nom propres peuvent avoir un Acc. en -ν par analogie avec les noms masculins de la 1re déclinaison : Σωκράτην.

#### Thèmes terminés par une voyelle, une diphtongue ou une semi-voyelle
- thème masculin-féminin en -ι-/-εy- : πόλι-/πόλεy-
- thème masculin-féminin en -υ- : ἰχθυ-
- thème masculin-féminin en -υ-/-εϝ- : πῆχυ-/πῆχεϝ-
- thème neutre en -υ-/-εϝ- : ἄστυ-/ἄστεϝ-

|           | ἡ πόλις  | ἡ πόλις  | ἡ πόλις    | ὁ ἰχθῡ́ς    | ὁ ἰχθῡ́ς    | ὁ ἰχθῡ́ς   | ὁ πῆχυς   | ὁ πῆχυς   | ὁ πῆχυς   | τὸ ἄστυ  | τὸ ἄστυ  | τὸ ἄστυ |
| la ville  | la ville | la ville | le poisson | le poisson | le poisson | la coudée | la coudée | la coudée | la ville  | la ville | la ville |         |
| Singulier | Duel     | Pluriel  | Singulier  | Duel       | Pluriel    | Singulier | Duel      | Pluriel   | Singulier | Duel     | Pluriel  |         |
| --------- | -------- | -------- | ---------- | ---------- | ---------- | --------- | --------- | --------- | --------- | -------- | -------- | ------- |
| Nominatif | πόλις    | πόλει    | πόλεις     | ἰχθῡ́ς      | ἰχθύε      | ἰχθύες    | πῆχυς     | πήχει     | πήχεις    | ἄστυ     | ἄστει    | ἄστη    |
| Vocatif   | πόλι     | πόλει    | πόλεις     | ἰχθῡ́       | ἰχθύε      | ἰχθύες    | πῆχυς     | πήχει     | πήχεις    | ἄστυ     | ἄστει    | ἄστη    |
| Accusatif | πόλιν    | πόλει    | πόλεις     | ἰχθῡ́ν      | ἰχθύε      | ἰχθῦς     | πῆχυν     | πήχει     | πήχεις    | ἄστυ     | ἄστει    | ἄστη    |
| Génitif   | πόλεως   | πολέοιν  | πόλεων     | ἰχθύος     | ἰχθύοιν    | ἰχθύων    | πήχεως    | πηχέοιν   | πήχεων    | ἄστεως   | ἀστέοιν  | ἄστεων  |
| Datif     | πόλει    | πολέοιν  | πόλεσι     | ἰχθύϊ      | ἰχθύοιν    | ἰχθύσι    | πήχει     | πηχέοιν   | πήχεσι    | ἄστει    | ἀστέοιν  | ἄστεσι  |

- Excepté les neutres, ils reçoivent un -ς au N.
- Les noms en -υ- se divisent en deux groupes : ceux qui subissent l'alternance vocalique, -υ- aux N. et V. sg. et -εϝ- à tous les autres cas, et ceux qui généralisent le -υ- à tous les cas. Les noms en -ι- subissent tous l'alternance, -ι- aux N. et V. sg. et -εy- à tous les autres cas. Fait exception le nom ὁ/ἡ οἶς (le mouton, la brebis) qui conserve le -ι- partout.
- Les lettres yod (y) et digamma (ϝ) représentent les semi-voyelles /j/ et /w/. Aucune des deux n'a été conservée en grec attique. Elles se sont soit vocalisées, respectivement en ι et υ, soit, lorsqu'elles étaient entre deux voyelles, amuïes.
- Dans ce dernier cas, la rencontre de voyelles pouvait mener à des contractions. La contraction n'a lieu qu'au D. sg. et aux N., V. pl. : πόλει < πόλεyι, πόλεις < πόλεες < πόλεyες, πήχει < πήχεϝι, πήχεις < πήχεες < πήχεϝες, ἄστη < ἄστεα < ἄστεϝα...
- L'Acc.pl. des noms à alternance présente la même forme que le N. pl. Pour les noms sans alternance, la désinence -νς s'ajoute au thème, le ν s'amuït devant ς, provoquant l'allongement compensatoire de la voyelle du thème : -υνς > ῡς.
- Le G. sg. en -εως provient des formes -ηyος/-ηϝος. À la suite de l'amuïssement des semi-voyelles, il y a métathèse de quantité : le η s'abrège et le ο s'allonge : -ηyος/-ηϝος > -ηος > εως. Ce phénomène permet de comprendre pourquoi l'accent se trouve sur l'antépénultième, malgré la finale longue. Cette exception apparente à la loi de limitation s'explique par le fait que l'accent s'est fixé avant l'allongement du ο.
- L'accent du G. pl. est sur l'antépénultième, par analogie avec le G. sg.

Thèmes se terminant par une diphtongue.
- thème féminin en -ᾱϝ- : γρᾱϝ-
- thème féminin en -ᾱϝ/ηϝ- : νᾱϝ-/νηϝ-
- thème masculin-féminin en -οϝ- : βοϝ-
- thème masculin-féminin en -ηϝ- : βασιληϝ-

|                  | ἡ γραῦς          | ἡ γραῦς          | ἡ γραῦς   | ἡ ναῦς    | ἡ ναῦς    | ἡ ναῦς            | ὁ/ἡ βοῦς          | ὁ/ἡ βοῦς          | ὁ/ἡ βοῦς  | ὁ βασιλεύς | ὁ βασιλεύς | ὁ βασιλεύς          |
| la vieille femme | la vieille femme | la vieille femme | le navire | le navire | le navire | le bœuf, la vache | le bœuf, la vache | le bœuf, la vache | le roi    | le roi     | le roi     |                     |
| Singulier        | Duel             | Pluriel          | Singulier | Duel      | Pluriel   | Singulier         | Duel              | Pluriel           | Singulier | Duel       | Pluriel    |                     |
| ---------------- | ---------------- | ---------------- | --------- | --------- | --------- | ----------------- | ----------------- | ----------------- | --------- | ---------- | ---------- | ------------------- |
| Nominatif        | γραῦς            | γρᾶε             | γρᾶες     | ναῦς      | νῆε       | νῆες              | βοῦς              | βόε               | βόες      | βασιλεύς   | βασιλῆ     | βασιλεῖς ou βασιλῆς |
| Vocatif          | γραῦ             | γρᾶε             | γρᾶες     | ναῦ       | νῆε       | νῆες              | βοῦ               | βόε               | βόες      | βασιλεῦ    | βασιλῆ     | βασιλεῖς ou βασιλῆς |
| Accusatif        | γραῦν            | γρᾶε             | γραῦς     | ναῦν      | νῆε       | ναῦς              | βοῦν              | βόε               | βοῦς      | βασιλέᾱ    | βασιλῆ     | βασιλέᾱς            |
| Génitif          | γρᾱός            | γρᾱοῖν           | γρᾱῶν     | νεώς      | νεοῖν     | νεῶν              | βοός              | βοοῖν             | βοων      | βασιλέως   | βασιλέοιν  | βασιλέων            |
| Datif            | γρᾱΐ             | γρᾱοῖν           | γραυσί    | νηΐ       | νεοῖν     | ναυσί             | βοΐ               | βοοῖν             | βουσί     | βασιλεῖ    | βασιλέοιν  | βασιλεῦσι           |

- Ils reçoivent un -ς au N sg. Aucun ne subit d'alternance vocalique.
- γραῦς, ναῦς et βοῦς sont les seuls représentants de leur catégorie.
- Devant consonne, la séquence voyelle + semi-voyelle devient une diphtongue : γρᾱϝς > γραῦς, βοϝς > βοῦς, etc. Devant voyelle, la semi-voyelle s'amuït, mais sans contraction des voyelles : γρᾱϝός > γρᾱός, βοϝός > βοός, etc.
- Dans le cas de γραῦς, ναῦς et βοῦς, l'Acc. se construit au moyen de ν au sg et νς au pl. Dans ce dernier cas, il y a amuïssement de la nasale. Dans le cas des thèmes en -ηϝ-, le ν se vocalise en ᾰ (qui s'allonge en raison de la métathèse de quantité, voir plus bas). L'Acc. pl. des thèmes en -ηϝ- présente aussi une forme semblable au N. pl. : βασιλεῖς.
- La distinction entre γραῦς et ναῦς est la même que celle qu'il y a entre οἰκίᾱ et κώμη (voir la première déclinaison plus haut) : ᾱ passe à η en ionien-attique mais est rétabli après ρ en attique : γρᾶες > γρῆες (ionien) > γρᾶες (attique) et νᾶες > νῆες (ionien-attique). La diphtongue αυ est conservée dans les deux dialectes : ναῦς (et non pas νηῦς).
- Les thèmes en -ηϝ- subissent les mêmes traitements au niveau de la semi-voyelle que les précédents. Cependant, la voyelle longue η ne se retrouve qu'aux N. et V. pl. (comme forme alternative à βασιλεῖς) : ailleurs, elle s'est abrégée en ε pour plusieurs raisons.
- Devant σ, la séquence -ηϝ- devient -εϝ- à la suite de l'abrègement du η sous l'effet de la loi d'Osthoff : βασιλήϝς > βασιλέϝς > βασιλεύς, βασιλῆϝσι > βασιλέϝσι > βασιλεῦσι, etc.
- À l'Acc sg. (et pl.), la séquence -ηᾰ(ς) passe à -εᾱ(ς) sous l'effet de la métathèse de quantité : βασιλήϝν(ς) > βασιλήϝᾰ(ς) > βασιλήᾰ(ς) > βασιλέᾱ(ς). Le même effet se produit au G. sg. avec la séquence -ηο-, qui passe à -εω- : βασιλήϝος > βασιλήος > βασιλέως .
- Devant une voyelle longue, η s'abrège au G. pl. : βασιλήϝων > βασιλήων > βασιλέων.
- Les autres cas d'abrègement de η s'explique par analogie avec les cas cités précédemment, afin d'essayer d'uniformiser un thème en -ευ-.
- Lorsque le -ευ- est précédé d'une voyelle, la contraction est possible à l'Acc et au G., au singulier et au pluriel : ὁ Πειραιεύς (le Pirée) peut présenter les formes Πειραιᾶ (Πειραιέᾱ), Πειραιῶς (< Πειραιέως), etc.

## Adjectifs
Les adjectifs grecs sont regroupés en trois classes selon le modèle de déclinaison suivi à chaque genre.
|                  | Masculin              | Féminin               | Neutre                |
| ---------------- | --------------------- | --------------------- | --------------------- |
| Première classe  | Seconde déclinaison   | Première déclinaison  | Seconde déclinaison   |
| Deuxième classe  | Troisième déclinaison | Troisième déclinaison | Troisième déclinaison |
| Troisième classe | Troisième déclinaison | Première déclinaison  | Troisième déclinaison |

### Première classe
Les désinences des adjectifs de la première classe sont au masculin et au neutre celles de la seconde déclinaison, au féminin celles de la première déclinaison. Comme pour les noms de la deuxième déclinaison, au féminin singulier, après ι, ε, ρ, les η sont remplacés par des ᾱ en attique.
|           | σοφός, ή, όν (sage) | σοφός, ή, όν (sage) | σοφός, ή, όν (sage) | σοφός, ή, όν (sage) | σοφός, ή, όν (sage) | σοφός, ή, όν (sage) | σοφός, ή, όν (sage) | σοφός, ή, όν (sage) | σοφός, ή, όν (sage) |
| Genre     | Masculin            | Masculin            | Masculin            | Féminin             | Féminin             | Féminin             | Neutre              | Neutre              | Neutre              |
| Thème     | σοφο-               | σοφο-               | σοφο-               | σοφη-               | σοφη-               | σοφη-               | σοφο-               | σοφο-               | σοφο-               |
| Nombre    | Singulier           | Duel                | Pluriel             | Singulier           | Duel                | Pluriel             | Singulier           | Duel                | Pluriel             |
| --------- | ------------------- | ------------------- | ------------------- | ------------------- | ------------------- | ------------------- | ------------------- | ------------------- | ------------------- |
| Nominatif | σοφός               | σοφώ                | σοφοί               | σοφή                | σοφά                | σοφαί               | σοφόν               | σοφώ                | σοφά                |
| Vocatif   | σοφέ                |                     | σοφοί               | σοφή                |                     | σοφαί               | σοφόν               |                     | σοφά                |
| Accusatif | σοφόν               | σοφώ                | σοφούς              | σοφήν               | σοφά                | σοφάς               | σοφόν               | σοφώ                | σοφά                |
| Génitif   | σοφοῦ               | σοφοῖν              | σοφῶν               | σοφῆς               | σοφαῖν              | σοφῶν               | σοφοῦ               | σοφοῖν              | σοφῶν               |
| Datif     | σοφῷ                | σοφοῖν              | σοφοῖς              | σοφῇ                | σοφαῖν              | σοφαῖς              | σοφῷ                | σοφοῖν              | σοφοῖς              |

- Le génitif pluriel du féminin des adjectifs provient comme pour les noms d'une contraction -άων > -ῶν. Cependant, l'accent a été refait par analogie sur le masculin. Ainsi, si le nominatif est paroxyton, le génitif pluriel l'est aussi.

### Deuxième classe
La deuxième classe regroupe deux types d'adjectifs, les uns ont un nominatif masculin en -ης (modèle de Σωκράτης), les autres un nominatif masculin en -ων (modèle de δαίμων). Ces adjectifs sont épicènes, leurs désinences sont celles des thèmes correspondants de la troisième déclinaison.

#### Thèmes terminés par une nasale
|           | εὐδαίμων, ων, ον (heureux) | εὐδαίμων, ων, ον (heureux) | εὐδαίμων, ων, ον (heureux) | εὐδαίμων, ων, ον (heureux) | εὐδαίμων, ων, ον (heureux) | εὐδαίμων, ων, ον (heureux) |
| Genre     | Masculin et Féminin        | Masculin et Féminin        | Masculin et Féminin        | Neutre                     | Neutre                     | Neutre                     |
| Nombre    | Singulier                  | Duel                       | Pluriel                    | Singulier                  | Duel                       | Pluriel                    |
| --------- | -------------------------- | -------------------------- | -------------------------- | -------------------------- | -------------------------- | -------------------------- |
| Nominatif | εὐδαίμων                   | εὐδαίμονε                  | εὐδαίμονες                 | εὐδαίμον                   | εὐδαίμονε                  | εὐδαίμονα                  |
| Vocatif   | εὐδαίμον                   |                            | εὐδαίμονες                 | εὐδαίμον                   |                            | εὐδαίμονα                  |
| Accusatif | εὐδαίμονα                  | εὐδαίμονε                  | εὐδαίμονας                 | εὐδαίμον                   | εὐδαίμονε                  | εὐδαίμονα                  |
| Génitif   | εὐδαίμονος                 | εὐδαιμόνοιν                | εὐδαιμόνων                 | εὐδαίμονος                 | εὐδαιμόνοιν                | εὐδαιμόνων                 |
| Datif     | εὐδαίμονι                  | εὐδαιμόνοιν                | εὐδαίμοσι                  | εὐδαίμονι                  | εὐδαιμόνοιν                | εὐδαίμοσι                  |

#### Thèmes terminés par une sifflante
|           | ἀληθής, ής, ές (vrai) | ἀληθής, ής, ές (vrai) | ἀληθής, ής, ές (vrai) | ἀληθής, ής, ές (vrai) | ἀληθής, ής, ές (vrai) | ἀληθής, ής, ές (vrai) |
| Genre     | Masculin et Féminin   | Masculin et Féminin   | Masculin et Féminin   | Neutre                | Neutre                | Neutre                |
| Nombre    | Singulier             | Duel                  | Pluriel               | Singulier             | Duel                  | Pluriel               |
| --------- | --------------------- | --------------------- | --------------------- | --------------------- | --------------------- | --------------------- |
| Nominatif | ἀληθής                | ἀληθεῑ                | ἀληθεῖς               | ἀληθής                | ἀληθεῑ                | ἀληθῆ                 |
| Vocatif   | ἀληθές                |                       | ἀληθεῖς               | ἀληθές                |                       | ἀληθῆ                 |
| Accusatif | ἀληθῆ                 | ἀληθεῑ                | ἀληθεῖς               | ἀληθῆ                 | ἀληθεῑ                | ἀληθῆ                 |
| Génitif   | ἀληθοῦς               | ἀληθοῖν               | ἀληθῶν                | ἀληθοῦς               | ἀληθοῖν               | ἀληθῶν                |
| Datif     | ἀληθεῖ                | ἀληθοῖν               | ἀληθέσι               | ἀληθεῖ                | ἀληθοῖν               | ἀληθέσι               |

### Troisième classe
La troisième classe regroupe des adjectifs dont le masculin et le neutre relèvent de la troisième déclinaison, tandis que le féminin relève de la première déclinaison.

## Pronoms personnels

### Formes non réfléchies
Il existe deux séries de pronoms personnels : une série emphatique, et une série non emphatique (qui n'existe pas au singulier). Au singulier, les pronoms non emphatiques sont atones. Toutes les autres formes sont toniques. Elles se confondent donc au pluriel et au duel. D'autre part, en grec classique il n'existe pas de pronom personnel de troisième personne. A la place on emploie le pronom de rappel αὐτός, ή, όν.

#### Première personne
| Cas       | Singulier   | Pluriel | Duel |
| --------- | ----------- | ------- | ---- |
| Nominatif | ἐγώ         | ἡμεῖς   | νώ   |
| Accusatif | ἐμέ ou με   | ἡμᾶς    | νώ   |
| Génitif   | ἐμοῦ ou μου | ἡμῶν    | νῷν  |
| Datif     | ἐμοί ou μοι | ἡμῖν    | νῷν  |

#### Deuxième personne
| Cas       | Singulier  | Pluriel | Duel |
| --------- | ---------- | ------- | ---- |
| Nominatif | σύ         | ὑμεῖς   | σφώ  |
| Accusatif | σέ ou σε   | ὑμᾶς    | σφώ  |
| Génitif   | σοῦ ou σου | ὑμῶν    | σφῷν |
| Datif     | σοί ou σοι | ὑμῖν    | σφῷν |

#### Troisième personne
| Cas       | Singulier             | Pluriel                  | Duel   |
| --------- | --------------------- | ------------------------ | ------ |
| Nominatif | αὐτός / αὐτή / αὐτό   | αὐτοί / αὐταί / αὐτά     | αὐτώ   |
| Accusatif | αὐτόν / αὐτήν / αὐτό  | αὐτούς / αὐτάς / αὐτά    | αὐτώ   |
| Génitif   | αὐτοῦ / αὐτῆς / αὐτοῦ | αὐτῶν                    | αὐτοῖν |
| Datif     | αὐτῷ / αὐτῇ / αὐτῷ    | αὐτοῖς / αὐταῖς / αὐτοῖς | αὐτοῖν |

### Formes réfléchies
Le pronom réfléchi grec se décline comme un adjectif de la première classe. Il n'existe par définition pas de nominatif. Pour le pluriel, il se forme par la réunion du pronom personnel au cas approprié et de l'adjectif αὐτός accordé.

#### Première personne
| Cas       | Singulier         | Pluriel                   |
| --------- | ----------------- | ------------------------- |
| Accusatif | ἐμαυτόν / ἐμαυτήν | ἡμᾶς αὐτούς / ἡμᾶς αὐτάς  |
| Génitif   | ἐμαυτοῦ / ἐμαυτῆς | ἡμῶν αὐτῶν                |
| Datif     | ἐμαυτῷ / ἐμαυτῇ   | ἡμῖν αὐτοῖς / ἡμῖν αὐταῖς |

#### Deuxième personne
| Cas       | Singulier         | Pluriel                   |
| --------- | ----------------- | ------------------------- |
| Accusatif | σεαυτόν / σεαυτήν | ὑμᾶς αὐτούς / ὑμᾶς αὐτάς  |
| Génitif   | σεαυτοῦ / σεαυτῆς | ὑμῶν αὐτῶν                |
| Datif     | σεαυτῷ / σεαυτῇ   | ὑμῖν αὐτοῖς / ὑμῖν αὐταῖς |

#### Troisième personne
| Cas       | Singulier       | Pluriel                                            |
| --------- | --------------- | -------------------------------------------------- |
| Accusatif | ἑαυτόν / ἑαυτήν | ἑαυτούς / ἑαυτάς ou σφᾶς αὐτούς / σφᾶς αὐτάς       |
| Génitif   | ἑαυτοῦ / ἑαυτῆς | ἑαυτῶν ou σφῶν αὐτῶν                               |
| Datif     | ἑαυτῷ / ἑαυτῇ   | ἑαυτοῖς / ἑαυταῖς ou σφίσιν αὐτοῖς / σφίσιν αὐταῖς |

## Participe présent
|          |           | Actif     | Actif    | Actif     | Moyen-passif | Moyen-passif | Moyen-passif |
| Masculin | Féminin   | Neutre    | Masculin | Féminin   | Neutre       |              |              |
| -------- | --------- | --------- | -------- | --------- | ------------ | ------------ | ------------ |
| sg.      | Nominatif | λύων      | λύουσα   | λῦον      | λυόμενος     | λυομένη      | λυόμενον     |
| sg.      | Vocatif   | λύων      | λύουσα   | λῦον      | λυόμενος     | λυομένη      | λυόμενον     |
| sg.      | Accusatif | λύοντα    | λύουσαν  | λῦον      | λυόμενον     | λυομένην     | λυόμενον     |
| sg.      | Génitif   | λύοντος   | λυούσης  | λύοντος   | λυομένου     | λυομένης     | λυομένου     |
| sg.      | Datif     | λύοντι    | λυούσῃ   | λύοντι    | λυομένῳ      | λυομένῃ      | λυομένῳ      |
| duel     | N.V.A.    | λύοντε    | λυούσα   | λύοντε    | λυομένω      | λυομενά      | λυομένω      |
| duel     | G.D.      | λυόντοιν  | λυούσαιν | λυόντοιν  | λυομενοῖν    | λυομεναῖν    | λυομενοῖν    |
| pl.      | Nominatif | λύοντες   | λύουσαι  | λύοντα    | λυόμενοι     | λυόμεναι     | λυόμενα      |
| pl.      | Vocatif   | λύοντες   | λύουσαι  | λύοντα    | λυόμενοι     | λυόμεναι     | λυόμενα      |
| pl.      | Accusatif | λύοντας   | λυούσας  | λύοντα    | λυομένους    | λυομένας     | λυόμενα      |
| pl.      | Génitif   | λυόντων   | λυουσῶν  | λυόντων   | λυομένων     | λυομένων     | λυομένων     |
| pl.      | Datif     | λύουσι(ν) | λυούσαις | λύουσι(ν) | λυομένοις    | λυομέναις    | λυομένοις    |

## Adjectif numéral cardinal
Seuls les nombres un, deux, trois et quatre se déclinent ; les autres sont invariables.
|           | εἷς - μία - ἕν (1) | εἷς - μία - ἕν (1) | εἷς - μία - ἕν (1) | δύο (2)    | τρεῖς - τρία (3) | τρεῖς - τρία (3) | τέτταρες - τέτταρα (4) | τέτταρες - τέτταρα (4) | τέτταρες - τέτταρα (4) |
| Singulier | Singulier          | Singulier          | Duel               | Pluriel    | Pluriel          | Pluriel          | Pluriel                |                        |                        |
| Masculin  | Féminin            | Neutre             | Les trois genres   | Masc.-Fém. | Neutre           | Masc.-Fém.       | Neutre                 |                        |                        |
| --------- | ------------------ | ------------------ | ------------------ | ---------- | ---------------- | ---------------- | ---------------------- | ---------------------- | ---------------------- |
| Nominatif | εἷς                | μία                | ἕν                 | δύο        | τρεῖς            | τρία             | τέτταρες               | τέτταρα                |                        |
| Accusatif | ἕνα                | μίαν               | ἕν                 | δύο        | τρεῖς            | τρία             | τέτταρας               | τέτταρα                |                        |
| Génitif   | ἑνός               | μιᾶς               | ἑνός               | δυοῖν      | τριῶν            | τριῶν            | τεττάρων               | τεττάρων               |                        |
| Datif     | ἑνί                | μιᾷ                | ἑνί                | δυοῖν      | τρισί            | τρισί            | τέτταρσι               | τέτταρσι               |                        |

Leurs composés (comme οὐδείς, οὐδεμία, οὐδέν) se déclinent de la même manière.